# Xã Racine, Quận Day, Nam Dakota
Xã Racine (tiếng Anh: Racine Township) là một xã thuộc quận Day, tiểu bang Nam Dakota, Hoa Kỳ. Năm 2010, dân số của xã này là 75 người.